# Юргамышский район

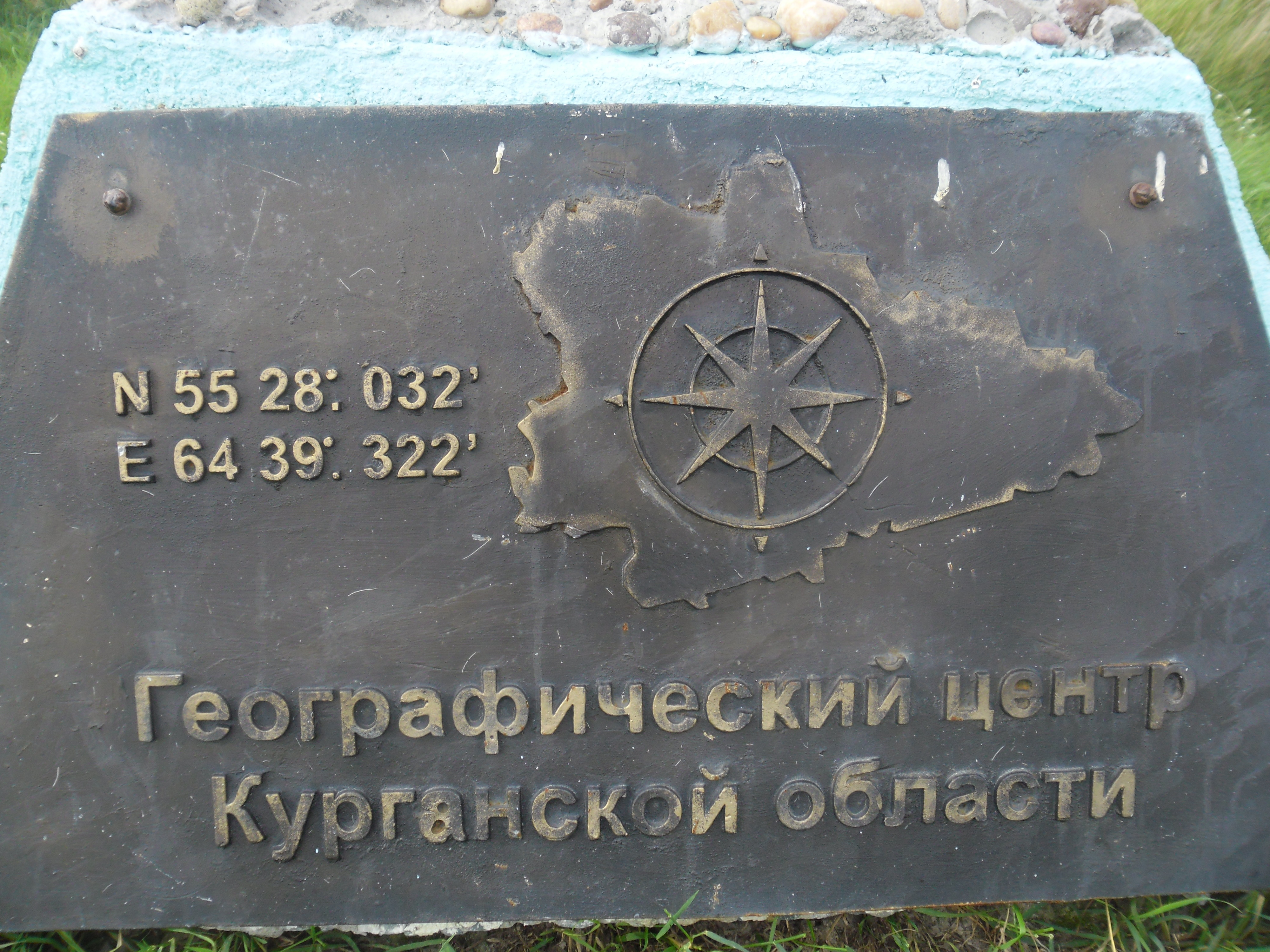
Памятник «Географический центр Курганской области».

Юргамы́шский райо́н — административно-территориальная единица (район) в Курганской области России. В рамках организации местного самоуправления в границах района существует муниципальное образование Юргамышский муниципальный округ (с 2004 до 2022 гг. — муниципальный район).
Административный центр — посёлок городского типа Юргамыш.

## География
Район расположен в центральной части Курганской области и граничит с Каргапольским, Кетовским, Куртамышским, Мишкинским районами области. С запада на восток территорию района пересекают Южно-Уральская железная дорога и автомобильная магистраль «Байкал».В районе имеются запасы железных руд, бентонитовых глин, кирпичных глин.

## История

### 1924—1963 годы
На основании постановления Уралоблисполкома в составе Курганского округа Уральской области образован Юргамышский район с центром на станции Юргамыш из Кипельской, Кислянской, Малобеловодской и Таловской волостей Челябинского уезда Челябинской губернии, перечисленных из Челябинского округа Уральской области и Чинеевской волости Курганского уезда Челябинской губернии. В состав района вошли 20 сельсоветов: Гороховский, Икский, Звонаревский (Щучанский), Кипельский, Кислянский, Малобеловодский, Масловский, Медвежьевский (Новозаворинский), Озерский, Окуловский, Островской, Падунский, Песковский, Петровский, Скоблинский, Таловский, Токаревский, Фадюшинский, Чинеевский, Шемелинский.
До 1 августа 1924 года Масловский сельсовет перечислен в Куртамышский район.
Постановлением президиума Уралоблисполкома от 31 декабря 1925 года образованы Убиенский и Юргамышский сельсоветы.
Постановлением президиума Уралоблисполкома от 15 сентября 1926 года образован Быдинский сельсовет.
Постановлением ВЦИК от 4 ноября 1926 года район утверждён в составе Курганского округа Уральской области.
Постановлением ВЦИК от 17 января 1934 года район включён в состав вновь образованной Челябинской области.
В 1937—1939 годах образован Окуневский сельсовет.
В 1939—1940 году Кособродский сельсовет перечислен из Чашинского района.
Указом Президиума Верховного Совета СССР от 6 февраля 1943 года район включён в состав вновь образованной Курганской области.
Указом Президиума Верховного Совета РСФСР от 12 февраля 1944 года нас. п. Юргамыш отнесён к категории рабочих посёлков.
Указом Президиума Верховного Совета РСФСР от 22 мая 1944 года нас. п. Красный Октябрь отнесён к категории рабочих посёлков. Кособродский сельсовет упразднён.
Указом Президиума Верховного Совета РСФСР от 14 июня 1954 года упразднены Икский, Окуловский, Песковский, Токаревский и Шемелинский сельсоветы.
Указом Президиума Верховного Совета РСФСР от 24 ноября 1955 года рабочий посёлок Красный Октябрь и Окуневский сельсовет перечислены в Чашинский район. Убиенский сельсовет перечислен в Каргапольский район и переименован в Твердышский сельсовет.
Указом Президиума Верховного Совета РСФСР от 14 июня 1956 года образован Кулашский сельсовет.
Решением Курганского облисполкома от 28 октября 1959 года упразднены Быдинский и Озерский сельсоветы.
Решением Курганского облисполкома от 25 июля 1960 года упразднены Кулашский, Фадюшинский и Щучанский сельсоветы.
Решением Курганского облисполкома от 30 июля 1962 года упразднён Падунский сельсовет.
Указом Президиума Верховного Совета РСФСР от 1 февраля 1963 года район упразднён, сельсоветы перечислены в Курганский и Куртамышский сельские районы.

### С 1965 года
Указом Президиума Верховного Совета РСФСР от 3 ноября 1965 года образован в Юргамышский район  с центром в рабочем посёлке Юргамыш. В состав района вошли 11 сельсоветов: Вилкинский, Гороховский, Карасинский, Кипельский, Кислянский, Малобеловодский, Норилинский, Островской, Петровский, Скоблинский, Чинеевский и Юргамышский поссовет.
Решением Курганского облисполкома от 12 июля 1966 года Норилинский сельсовет переименован в Гагарьевский сельсовет.
Решением Курганского облисполкома от 7 июля 1981 года Малобеловодский сельсовет переименован в Малобеловский сельсовет.
Решением Курганского облисполкома от 24 октября 1983 года образован Фадюшинский сельсовет.
Решением Курганского облисполкома от 11 октября 1985 года образован Таловский сельсовет.
Решением Курганского облисполкома от 17 августа 1987 года Песковский сельсовет перечислен из Мишкинского района.
Законом Курганской области от 20 сентября 2018 года упразднён Таловский сельсовет.
Законом Курганской области от 4 декабря 2018 года упразднены Малобеловский и Фадюшинский сельсовет.
Законом Курганской области от 10 декабря 2021 года № 143 в районе упразднены все сельсоветы, муниципальный район и входившие в его состав сельские поселения были преобразованы путём их объединения к 20 декабря 2021 года в муниципальный округ.

## Население
| 1926    | 1939    | 1959    | 1970    | 1979    | 1989    | 2002    |
| ------- | ------- | ------- | ------- | ------- | ------- | ------- |
| 39 540  | ↘37 995 | ↘29 273 | ↗30 420 | ↘27 131 | ↘26 703 | ↘24 666 |
| 2008    | 2009    | 2010    | 2011    | 2012    | 2013    | 2014    |
| ↘23 078 | ↘22 741 | ↘20 886 | ↘20 865 | ↘20 670 | ↘20 326 | ↘20 042 |
| 2015    | 2016    | 2017    | 2018    | 2019    | 2020    | 2021    |
| ↘19 673 | ↘19 383 | ↘19 282 | ↗19 286 | ↘19 039 | ↘18 776 | ↘16 177 |

### Урбанизация
Городское население (пгт Юргамыш) составляет 39.96 % от всего населения района.

## Территориальное устройство
В рамках административно-территориального устройства, до 2021 года район делился на административно-территориальные единицы: 1 посёлок городского типа районного подчинения и 11 сельсоветов.
В рамках муниципального устройства, до 2021 года в одноимённый муниципальный район входили 12 муниципальных образований, в том числе 1 городское поселение и 11 сельских поселений.
| №         | Бывшее муниципальное образование | Административный центр | Количество населённых пунктов | Население (чел.) | Площадь (км²) |
| --------- | -------------------------------- | ---------------------- | ----------------------------- | ---------------- | ------------- |
| 1e-06     | Городское поселение:             |                        |                               |                  |               |
| 1         | Юргамышский поссовет             | пгт Юргамыш            | 5                             | ↘7728            | 25,45         |
| 1.000002  | Сельские поселения:              |                        |                               |                  |               |
| 2         | Вилкинский сельсовет             | село Вилкино           | 4                             | ↘432             | 151,31        |
| 3         | Гагарьевский сельсовет           | село Гагарье           | 3                             | ↘597             | 172,50        |
| 4         | Гороховский сельсовет            | село Горохово          | 4                             | ↘981             | 139,26        |
| 5         | Карасинский сельсовет            | село Караси            | 6                             | ↘704             | 166,41        |
| 6         | Кипельский сельсовет             | село Кипель            | 5                             | ↘1168            | 179,55        |
| 7         | Кислянский сельсовет             | село Кислянское        | 15                            | ↗2479            | 309,48        |
| 8         | Красноуральский сельсовет        | село Красный Уралец    | 3                             | ↘796             | 171,10        |
| 8.000003  | Малобеловский сельсовет          | село Малое Белое       | 5                             | ↘593             | 246,23        |
| 9         | Островской сельсовет             | село Губерля           | 6                             | ↘689             | 380,00        |
| 10        | Песковский сельсовет             | село Пески             | 2                             | ↘252             | 92,15         |
| 11        | Скоблинский сельсовет            | село Скоблино          | 2                             | ↗882             | 151,49        |
| 11.000004 | Таловский сельсовет              | село Таловка           | 3                             | ↘242             | 99,29         |
| 11.000005 | Фадюшинский сельсовет            | деревня Фадюшино       | 2                             | ↘397             | 99,79         |
| 12        | Чинеевский сельсовет             | село Чинеево           | 7                             | →797             | 202,56        |

Законом Курганской области от 20 сентября 2018 года, в состав Скоблинского сельсовета были включены все три населённых пункта упразднённого Таловского сельсовета.
Законом Курганской области от 4 декабря 2018 года, в состав Кислянского сельсовета с 17 декабря 2018 года были включены все населённые пункты упразднённых Малобеловского и Фадюшинского сельсоветов.
Законом Курганской области от 10 декабря 2021 года, муниципальный район и все входившие в его состав городское и сельские поселения были упразднены и преобразованы путём их объединения в муниципальный округ; помимо этого были упразднены и сельсоветы района как его административно-территориальные единицы.

## Населённые пункты
В Юргамышском районе (муниципальном округе) 65 населённых пунктов, в том числе один посёлок городского типа (рабочий посёлок) и 64 сельских населённых пункта.
| №  | Населённый пункт   | Тип                   | Население | Бывшее муниципальное образование |
| -- | ------------------ | --------------------- | --------- | -------------------------------- |
| 1  | Барановка          | деревня               | ↘88       | Карасинский сельсовет            |
| 2  | Вилкино            | село                  | ↘442      | Вилкинский сельсовет             |
| 3  | Вишневая           | деревня               | ↘96       | Песковский сельсовет             |
| 4  | Вохменка           | деревня               | ↘328      | Островской сельсовет             |
| 5  | Гагарье            | село                  | ↘517      | Гагарьевский сельсовет           |
| 6  | Глубокая           | деревня               | ↘42       | Скоблинский сельсовет            |
| 7  | Горохово           | село                  | ↘1051     | Гороховский сельсовет            |
| 8  | Губерля            | село                  | ↘261      | Островской сельсовет             |
| 9  | Долгая             | деревня               | ↘13       | Скоблинский сельсовет            |
| 10 | Елизаветинка       | деревня               | ↗23       | Кипельский сельсовет             |
| 11 | Ерохина            | деревня               | ↘26       | Гороховский сельсовет            |
| 12 | Ждановка           | деревня               | ↗2        | Гороховский сельсовет            |
| 13 | Зырянка            | посёлок               | ↘178      | Чинеевский сельсовет             |
| 14 | Ик                 | деревня               | ↘48       | Островской сельсовет             |
| 15 | Ильинка            | деревня               | ↘73       | Юргамышский поссовет             |
| 16 | Камаган            | деревня               | ↘351      | Скоблинский сельсовет            |
| 17 | Кандаковка         | деревня               | 14        | Гагарьевский сельсовет           |
| 18 | Караси             | село                  | ↘611      | Карасинский сельсовет            |
| 19 | Кипель             | село                  | ↘939      | Кипельский сельсовет             |
| 20 | Кислянское         | село                  | ↘895      | Кислянский сельсовет             |
| 21 | Колупаевка         | деревня               | ↘124      | Кислянский сельсовет             |
| 22 | Кольцевой          | посёлок               | ↘77       | Карасинский сельсовет            |
| 23 | Кочегарова         | деревня               | ↘39       | Вилкинский сельсовет             |
| 24 | Красикова          | деревня               | ↗83       | Гороховский сельсовет            |
| 25 | Красноборье        | деревня               | ↘49       | Островской сельсовет             |
| 26 | Красный Уралец     | село                  | ↘659      | Красноуральский сельсовет        |
| 27 | Крутоярка          | деревня               | ↘91       | Кипельский сельсовет             |
| 28 | Кулаш              | деревня               | ↘77       | Кислянский сельсовет             |
| 29 | Лесные Горки       | посёлок               | ↘54       | Островской сельсовет             |
| 30 | Лешакова           | деревня               | ↘3        | Кислянский сельсовет             |
| 31 | Ложкина            | деревня               | ↘61       | Кислянский сельсовет             |
| 32 | Луговая            | деревня               | ↘61       | Кипельский сельсовет             |
| 33 | Макаташкина        | деревня               | ↘0        | Карасинский сельсовет            |
| 34 | Малобеловодский    | посёлок               | ↘69       | Кислянский сельсовет             |
| 35 | Малое Белое        | село                  | ↘356      | Кислянский сельсовет             |
| 36 | Малые Караси       | деревня               | ↘8        | Карасинский сельсовет            |
| 37 | Маяк               | деревня               | ↘25       | Вилкинский сельсовет             |
| 38 | Нива               | посёлок               | ↘49       | Юргамышский поссовет             |
| 39 | Новая Заворина     | деревня               | ↘143      | Чинеевский сельсовет             |
| 40 | Новый Мир          | посёлок               | ↘1325     | Юргамышский поссовет             |
| 41 | Норильное          | село                  | ↘189      | Гагарьевский сельсовет           |
| 42 | Окулова            | деревня               | ↘87       | Кислянский сельсовет             |
| 43 | Острова            | деревня               | ↘53       | Островской сельсовет             |
| 44 | Падун              | деревня               | ↘210      | Кипельский сельсовет             |
| 45 | Патракова          | деревня               | ↘16       | Чинеевский сельсовет             |
| 46 | Пермяковка         | деревня               | ↘100      | Юргамышский поссовет             |
| 47 | Пески              | село                  | ↘275      | Песковский сельсовет             |
| 48 | Пестерева          | деревня               | ↘20       | Чинеевский сельсовет             |
| 49 | Петровское         | село                  | ↘182      | Красноуральский сельсовет        |
| 50 | Пичевка            | деревня               | ↘36       | Кислянский сельсовет             |
| 51 | Плотникова         | деревня               | ↘161      | Кислянский сельсовет             |
| 52 | Постовалова        | деревня               | ↘180      | Кислянский сельсовет             |
| 53 | Раздольная         | деревня               | ↗132      | Красноуральский сельсовет        |
| 54 | Редуть             | деревня               | ↘78       | Карасинский сельсовет            |
| 55 | Рождественка       | деревня               | ↘56       | Чинеевский сельсовет             |
| 56 | Скоблино           | село                  | ↘416      | Скоблинский сельсовет            |
| 57 | Таловка            | село                  | ↘321      | Скоблинский сельсовет            |
| 58 | Токарева           | деревня               | ↘212      | Кислянский сельсовет             |
| 59 | Туманова           | деревня               | ↘127      | Вилкинский сельсовет             |
| 60 | Фадюшино           | деревня               | ↘326      | Кислянский сельсовет             |
| 61 | Чинеево            | село                  | ↘365      | Чинеевский сельсовет             |
| 62 | Чинеевский Участок | посёлок               | ↘127      | Чинеевский сельсовет             |
| 63 | Шемелино           | деревня               | ↘190      | Кислянский сельсовет             |
| 64 | Щучье              | деревня               | ↘60       | Кислянский сельсовет             |
| 65 | Юргамыш            | пгт (рабочий посёлок) | ↘6465     | Юргамышский поссовет             |

## Экономика
Основу экономики района составляет сельскохозяйственное производство. Крупные сельхозпредприятия района — ЗАО «Путь к коммунизму»-специализированное на выращивании крупного рогатого скота и зерновых культур, ООО «Полесье»-выращивание зерновых культур. Стабильно развиваются перерабатывающее предприятие ООО «ВИТ», а также ОАО «Юргамышский элеватор». Промышленность представлена ОАО «Бентонит», выпускающим тугоплавкие глины. А также Курганское нефтепроводное управление ЛПДС (Линейная Производственная Диспетчерская Станция) Юргамыш, что расположена в п. Новый Мир. Объём отгруженной промышленной продукции по полному кругу предприятий за 2008 год составил 763 млн.руб.

## Пресса
6 октября 1931 года вышел первый номер газеты «Юргамышский колхозник», с 1960 года газета называлась «Ленинский призыв», с 1962 года — «За изобилие». 9 апреля 1966 года вышел первый номер газеты «Рассвет».
В 2006—2010 годах в ЗАО «Путь к коммунизму» издавалась малотиражная газета «Путь к коммунизму».

## Известные жители
- Герои Советского Союза, родившиеся на этой территории: С.Г. Амеличкин (1919—1981), А.П. Красилов (1921—1996), И.С. Кудрин (1921—1994), И.И. Маюров (1918—2000), А.Г. Плотников (1916—1942)
- Герой Социалистического Труда, родившаяся на этой территории: А.А. Запорожец (1920—2009)

### Руководители органов исполнительной власти

#### Глава Администрации Юргамышского района
- декабрь 2000 — 23 сентября 2014 — Митрохин Владимир Анатольевич

#### Глава Юргамышского района
- 23 сентября 2014 — 31 января 2019 — Касатов Игорь Юрьевич, сложил полномочия[27]
- 31 января 2019 — 29 апреля 2019 — и. о. Чесноков Анатолий Юрьевич
- 29 апреля 2019 — 14 января 2022 — Язовских Олег Николаевич, назначен и. о. главы Кетовского района[28]
- 14 января 2022 — 2023 — и. о. Чесноков Анатолий Юрьевич; с 20 мая 2022 года руководитель ликвидационной комиссии, юридическое лицо Администрация Юргамышского района (ИНН 4526001420) ликвидировано 8 августа 2023 года.

#### Глава Юргамышского муниципального округа
12 июля 2022 года зарегистрирована Администрация Юргамышского муниципального округа Курганской области (ИНН 4500002050)
- С 30 июня 2022 — Чесноков Анатолий Юрьевич

### Руководители органов законодательной власти

#### Председатель Юргамышской районной Думы
Юргамышская районная Дума сформирована в 1996 году в соответствии с Законом Курганской области от 05 февраля 1996 года № 37 «О местном самоуправлении в Курганской области» и Законом Курганской области от 22 июля 1996 года № 67 «О выборах депутатов представительных органов местного самоуправления Курганской области». В соответствии с Уставом района были избраны 20 депутатов.
- I созыв (выборы 24 ноября 1996 — 2000) — Мальцев Николай Александрович
- II созыв (выборы 26 ноября 2000 — 2004) — Стариков Иван Федорович

В соответствии с Уставом района были избраны 14 депутатов.
- III созыв (выборы 28 ноября 2004 — 2010) — Егоров Александр Гаврилович

В соответствии с Уставом района были избраны 15 депутатов.
- IV созыв (выборы 14 марта 2010 — 2015) — Егоров Александр Гаврилович
- V созыв (выборы 13 сентября 2015 — 2020) — Коковкин Юрий Владимирович

#### Председатель Думы Юргамышского муниципального округа
7 июня 2022 года зарегистрирована Дума Юргамышского муниципального округа Курганской области (ИНН 4500001546)
- I созыв (выборы 24 апреля 2022 — 2027) — Трапезников Виктор Николаевич